# Sant'Anna (dipinto di Faras)
Sant'Anna è un dipinto murario eseguito "a secco" tra l'VIII e il IX secolo nella cattedrale della città nubiana di Faras, allora nel regno della Makuria.
L'opera fu rinvenuta negli anni 1960 tra le rovine della città da una spedizione archeologica polacca patrocinata dall'UNESCO e diretta da Kazimierz Michałowski, prima che gli allagamenti che sarebbero seguiti alla creazione del Lago Nasser sommergessero l'area. Dal 1964, l'opera è esposta presso il Museo nazionale di Varsavia.

## Collocazione originaria
Il dipinto murario fu rinvenuto nella sua collocazione originaria, su una parete della navata nord della cattedrale della città di Faras, a 3 m dal livello del suolo. Il dipinto era stato realizzato sul primo livello di intonaco, "a secco", ovvero dopo che l'intonaco si era già asciugato; successivamente era stato ricoperto da un secondo strato d'intonaco e da un nuovo dipinto che raffigurava una regina indicata come Martha.
Sulle pareti della navata nord erano presenti altre raffigurazioni femminili e gli archeologi hanno suggerito che potesse essere un'area destinata ad accogliere le donne.
La spedizione che rinvenne l'opera era diretta dall'archeologo polacco Kazimierz Michałowski, che indagò le rovine di Faras tra il 1961 e il 1964. Poiché l'area archeologica della città sarebbe stata sommersa dalle acque del Lago Nasser, le opere furono rimosse e spostate nei musei di Khartum e Varsavia.

## Descrizione

### L'iscrizione
Sul dipinto è presente un'iscrizione in greco, che si è preservata solo parzialmente. L'archeologo Stefan Jakobielski ha interpretato l'iscrizione come: «Sant'Anna, madre della Madre di Dio», che fornisce dunque la chiave di lettura per identificare in sant'Anna la donna raffigurata nel dipinto.

### La santa
Della figura della santa è rimasto solo un frammento, che ne mostra la testa, le spalle e la parte superiore della mano destra, con l'indice portato alle labbra. È possibile che nel dipinto fosse rappresentata l'intera figura, in piedi o forse seduta.
La santa indossa un maphorion, nell'uso bizantino, di color porpora, mentre l'interno del manto è di colore giallo. Dei tratti neri e rossi tracciano le pieghe del manto, rispettivamente all'esterno e all'interno. Il viso della santa è allungato, con un naso anch'esso lungo e dritto e grandi occhi spalancati; la bocca è piccola e serrata. I tratti del viso sono tracciati con tratti neri e rossi. Le mani sono affusolate, con lunghe dita tracciate in rosso. L'indice della mano destra, di cui è disegnata anche l'unghia, è portato alle labbra. Non è raffigurata alcuna aureola.

### Il gesto
Non si conoscono altre rappresentazioni di sant'Anna associate a questa gestualità, che culturalmente identifica il silenzio. Potrebbe essere un invito alla mitezza e al rispetto del silenzio. Un riferimento forse alla manifestazione di Dio nel silenzio predicata da Ignazio di Antiochia e, nello specifico, ai concetti che sarebbero stati successivamente cristallizzati nel dogma dell'Immacolata Concezione. Oppure, potrebbe essere un gesto legato alla preghiera. Sia in alcuni gruppi monastici cristiani in Egitto e Palestina, sia in altri gruppi successivamente dichiarati eretici, vi era l'uso di pregare con un dito della mano destra sulle labbra, al fine di proteggere l'orante dal male, che l'avrebbe potuto sopraffare anche durante la preghiera.

## Venerazione di sant'Anna in Nubia
Le vicende di sant'Anna non compaiono nei vangeli canonici, ma sono narrate nel Protovangelo di Giacomo e nel Vangelo dello pseudo-Matteo.
Le scoperte archeologiche sembrano attestare il culto della santa in Nubia. Nell'edificio della cattedrale è stata rivenuta una seconda raffigurazione della santa, sul secondo strato di intonaco della stessa navata. Realizzata dunque successivamente alla precedente. In essa, sant'Anna è raffigurata seduta in trono con Maria bambina in grembo, forse in allattamento. Il dipinto, rimosso anch'esso dalle rovine, è conservato nel Museo nazionale del Sudan a Khartoum.
Una terza raffigurazione della santa, in piedi, fu rinvenuta in una chiesa a Abdallah Nirki, vicino Faras.

## Vergine del Silenzio
L'iconografia della raffigurazione di Sant'Anna è stata ripresa nella realizzazione dell'icona della Vergine del Silenzio, realizzata nel 2010 e venerata ad Avezzano, in Abruzzo.